# 洋向台
洋向台（ようこうだい）は、福島県いわき市の大字である。郵便番号は970-0314。

## 地理
いわき市南東部の小名浜地区に属する。北側に隣接する小名浜カントリークラブの事業母体であるフェアレーンズがゴルフ場の外郭施設として住宅地を造成したことを機に1983年に永崎より分離設置された。地区を南北に貫く一級市道中之作上神白線、二級市道川畑地切線を境に東側に北から一、三、五丁目、西側に来たから二、四丁目が設置されている。小名浜岡小名内に所在するいわき東警察署及び小名浜に所在する小名浜消防署がそれぞれ管轄にあたる。

### 主な字
字
- 一～五丁目

## 歴史
- 1983年 - 宅地造成に伴い、永崎より分離新設される[4]。

## 世帯数と人口
2023年10月31日現在の世帯数と人口は以下の通りである。
| 大字   | 世帯数  | 人口   |
| ------ | ------- | ------ |
| 洋向台 | 671世帯 | 1841人 |

## 小・中学校の学区
市立小・中学校に通う場合、学区は以下の通りとなる。
| 番地 | 小学校               | 中学校               |
| ---- | -------------------- | -------------------- |
| 全域 | いわき市立永崎小学校 | いわき市立江名中学校 |

## 交通

### 道路
- 一級市道中之作上神白線
- 二級市道川畑地切線

## 施設
- 小名浜カントリー倶楽部（ロッジのみ）
- 洋向台中央公園
- 洋向台東公園
- 洋向台西公園